# Black Jack (musikgrupp)
Black Jack är ett dansband från Sundsvall i Sverige som startades 1990, baserat på det dansband som filmen Black Jack från 1990 handlar om. Deras största hitlåt är "Inget stoppar oss nu". Bandet har haft ett tiotal låtar på Svensktoppen genom åren, och mest framgångsrika var de med "Om det känns rätt" från 1996. Blands gruppens andra kända låtar finns "Corrine, Corrina", "Sista dansen" och "Får jag låna din fru i kväll".
Sångare i bandet har i olika omgångar varit Tony Ljungström (Ola Jonsson 1996–2000), som även medverkade som dansbandets sångare i själva filmen. Bandet grundades av Tony Ljungström och Torbjörn Eriksson (tidigare kapellmästare) med andra medlemmar som då slutade i sitt dåvarande band Per Lundgrens.
2015 gjordes dokumentärfilmen Black Jack från film till verklighet som visades i SVT 2016.
Bandet har varit med i olika tv-program som "Bingolotto", "Go'kväll", "Jeopardy", "Mat-Tina" med flera. Man har även gjort en reklamfilm med Europolitan.

## Medlemmar

### Sång, Bas
- Ola Jonsson

### Sång och gitarr
- Nils Olsson

### Trummor
- Mikael Östlin

### Keyboards
- Peder Matz
- Morgan Östlin

### Saxofon
- Morgan Östlin

### Dragspel
- Peder Matz

## Diskografi

### Studioalbum
- 1990 – Den stora kärleken
- 1996 – Om det känns rätt
- 1998 – Du och jag och kärleken
- 2001 – En gång till
- 2004 – Fina flickor
- 2006 – Vad vore livet utan kvinnor
- 2009 – Summertime Blues
- 2010 – Festival
- 2012 – Casino
- 2014 – Nakna på balkongen
- 2017 – Rosalie

### Samlingsalbum
- 1999 – Du vet
- 2008 – Det bästa med Black Jack

### Singlar
- Den stora kärleken (5 spårs CD)
- Nu är det lördag
- Ge mig en chans

## Melodier på Svensktoppen
- Om det känns rätt – 1996
- Torka tåren – 1997
- Du vet – 1998
- Vinden har vänt – 1999
- Nu är det lördag igen – 2000
- Sommar flickor – 2001
- Får jag låna din fru ikväll – 2001/2002
- Ge mig en chans – 2002

## Missade Svensktoppen
- Ett hundra rosor – 1996
- Du och jag och kärleken – 1998

### Fotnoter
1. ↑  ”Black Jack - 2000”. Arkiverad från originalet den 19 december 2013. https://web.archive.org/web/20131219222738/http://www.svenskadansband.se/img665.search.htm. Läst 26 december 2008.
2. ↑  Svensktoppen - 1996
3. ↑  ”Premiär för dokumentär om dansbandet i Gävlefilmen "Black Jack" – så mycket av klassikern stämmer”. Gefle Dagblad. 8 januari 2016. https://www.gd.se/artikel/premiar-for-dokumentar-om-dansbandet-i-gavlefilmen-black-jack-sa-mycket-av-klassikern-stammer. Läst 19 november 2024.